# Helene Berner
Helene Berner ou Helene Welker (née le 13 décembre 1904 à Berlin et morte le 22 décembre 1992 dans la même ville) est une militante communiste et résistante allemande contre le nazisme. Réfugiée dès 1935 en Union soviétique, elle est condamnée à mort par contumace en Allemagne. Elle travaille pour les services secrets soviétiques. Après la guerre, elle vit en République démocratique allemande où elle est, entre autres, conseillère du ministre des Affaires étrangères de la République démocratique allemande, Georg Dertinger, dont elle surveille en même temps la fidélité au Parti communiste.

## Biographie

### Jeunesse et formation
Helene Welker est née le 13 décembre 1904 à Berlin. Elle est la fille d'un sculpteur et fonctionnaire du Parti social-démocrate d'Allemagne (SPD) et d'une mère morte très jeune. Helene Welker est élevée par son père et sa belle-mère. Elle quitte la maison familiale à la fin de l'école primaire, alors qu'elle n'a que 14 ans. Elle travaille comme femme de chambre de 1919 à 1930 et termine un apprentissage commercial en librairie de gros. À partir de 1927, elle travaille comme infirmière spécialisée en orthopédie.
De 1931 à 1935, Helene Welker dirige l'institut de gymnastique orthopédique de la compagnie d'assurance maladie de Berlin.

### Communisme et Seconde Guerre mondiale
En 1923, elle rejoint la Ligue des jeunes communistes d'Allemagne (KJVD) et, en 1927, le Parti communiste d'Allemagne (KPD), où elle travaille pour le service de renseignement du KPD, le M-Apparat (de). Entre 1927 et 1931, elle est impliquée dans diverses missions d'espionnage industriel pour le Parti communiste,.
Après l'arrivée au pouvoir des national-socialistes et l'interdiction du parti communiste qui s'ensuit, elle continue son activité politique de manière illégale, comme coursière pour le Grenzapparat qui aide les personnes en danger à passer en Tchécoslovaquie. Son propre appartement devient un lieu de rencontre clandestin pour des résistants comme Wilhelm Bahnik, Felix Bobek, Luise Kraushaar ou Ewald Jahnen. Elle travaille également, sous les noms de code Leni et Lore, avec le Service secret soviétique Glavnoye Raswedyvatelnoye Uprawleniye (GRU). En juin 1935, Helene Welker est menacée d'arrestation et passe en Union soviétique via la Tchécoslovaquie. En 1936, elle est condamnée à mort par contumace en Allemagne,,.
En juillet 1936, elle prend la nationalité soviétique.
En dehors d'une année, d'avril 1936 à mai 1937, durant laquelle elle est employée dans une clinique orthopédique à Moscou, Helene Welker travaille  au sein de l'Armée rouge et commence à utiliser le nom de couverture Helene Berner. En 1935-1936, elle est employée comme experte pour les opérations de renseignement dans l'état-major général, de 1937 à 1941, elle est professeure de langues dans l'état-major, puis enseignante dans une école militaire à Moscou et plus tard à Stavropol, en 1942-1943, elle suit des cours dans l'école du Komintern de Kuschnarenkowo, après quoi elle suit une formation spéciale d'agent parachutiste et devient officière dans l'Armée rouge. En 1944, Helene Welker est enseignante dans une école pour prisonniers de guerre dans la zone du 2e front baltique et participe à la préparation d'unités spéciales,.
Après son émigration Helene Welker est considérée comme ennemie de l'État par la police allemande. Au printemps 1940, le Reichssicherheitshauptamt (Office central de la sûreté du Reich) à Berlin - qui la croit peut-être au Royaume-Uni - la place sur la Sonderfahndungsliste G.B., une liste de personnes considérées comme particulièrement dangereuses ou importantes, et devant être arrêtées par la Wehrmacht en cas d'invasion de la Grande Bretagne. L'année suivant, en 1941, son nom est également ajouté à la Liste de recherche spéciale (de) URSS de la Gestapo,,.

### Après-guerre
Après la fin de la Seconde Guerre mondiale en 1945, Helene Welker, qui utilise désormais de façon officielle le nom de Helene Berner, retourne en Allemagne comme membre de l'Armée rouge. De mai à septembre 1945, elle donne des cours au camp de prisonniers de guerre de Rüdersdorf puis est chargée de cours à l'École de l'administration militaire soviétique en Allemagne (SMAD) à Königs Wusterhausen jusqu'en avril 1948. En 1949, elle est démobilisée et met fin à son travail pour les services secrets soviétiques et l'Armée rouge.
Après la fondation de la République démocratique allemande, Helene Berner devient d'abord fonctionnaire de la Société pour l'amitié germano-soviétique (DSF), puis travaille comme chef du département de formation au ministère des Affaires étrangères de la RDA jusqu'en 1959. De plus, en 1952-1953, elle est l'assistante personnelle du ministre des Affaires étrangères de la RDA, Georg Dertinger, qu'elle surveille également à des fins de renseignement pour la sécurité de l'État de la RDA,.
De 1959 jusqu'à sa retraite en 1968, Helene Berner dirige la maison centrale du DSF au Palais am Festungsgraben à Berlin-Est. Après la réunification allemande, Helene Berner devient membre, en 1990, du Parti du socialisme démocratique (PDS), une version modernisée du Parti socialiste unifié, en voie de transition vers un avenir démocratique,.
Elle décède à Berlin en 1992.

## Distinctions
- 1955 : Ordre patriotique du Mérite en bronze[1]
- 1957 : Insigne d'honneur de la Société pour l'amitié germano-soviétique[1]
- 1965 : Ordre du Mérite patriotique en argent[1]
- 1970 : Ordre de la guerre patriotique 1re classe Grades (soviétiques) [9]
- 1974 : Ordre du Mérite patriotique en or[1]
- 1979 : Fermoir honoraire de l'ordre patriotique du Mérite en or[1]
- 1984 et 1989 : Étoile de l'Ordre de l'Amitié des Nations[1]

## Publications
- Helene Berner, Mit der Sowjetarmee nach Berlin, Berlin, Im Zeichen des roten Sterns, 1974

## Filmographie
- Helene Berner, court métrage documentaire en trois parties, 1974, 1975, 1977[10]